# ذو المنقار الحاد
ذو المنقار الحاد (الاسم العلمي: Oxyporhamphus)، جنس أسماك بحرية من فصيلة نصفيات المنقار. يحتوي هذا الجنس على نوعين، أحدهما في المياه الدافئة في المحيط الأطلسي والآخر في منطقة المحيط الهادي الهندي.

## الأنواع
- Oxyporhamphus micropterus (Valenciennes, 1847) (أبو منقار كبير الجناح) - منطقة المحيط الهادي الهندي
- Oxyporhamphus similis Bruun, 1935 (أبو منقار الكاذب) - المحيط الأطلسي